# VIDEO GLAY 6
『VIDEO GLAY 6』（ビデオ・グレイ 6）は、GLAYが2007年12月19日にリリースした6thビデオ・クリップ集。

## 概要
特典映像としてTERUと「夏音」のディレクター喜田夏記の対談、本人たちが出演したModernAmusementCF、60秒バージョン（曲は「変な夢 〜THOUSAND DREAMS〜」を収録）、さらに全16曲、副音声にてメンバーとやまだひさしによるオーディオコメンタリーも収録されている。

## 収録曲
1. いつか
ディレクター:辻川幸一郎
2. BEAUTIFUL DREAMER
ディレクター:信藤三雄
3. STREET LIFE
ディレクター:Higchinsky
4. 時の雫
ディレクター:信藤三雄
5. THE FRUSTRATED
ディレクター:Higchinsky
6. Billionaire Champagne Miles Away
ディレクター:Higchinsky
7. Runaway Runaway
ディレクター:A・T
8. 天使のわけまえ
ディレクター:丹下紘希（イエローブレイン）
9. ピーク果てしなく ソウル限りなく
ディレクター:大坪草次郎
10. Blue Jean
ディレクター:翁長裕
11. ホワイトロード
ディレクター:篠原哲雄
12. ROCK'N'ROLL SWINDLE
ディレクター:石井貴英
13. 恋
ディレクター:紀里谷和明
14. 夏音
ディレクター:喜田夏記
15. 100万回のKISS
ディレクター:翁長裕
16. 鼓動
ディレクター:薗田賢次